# Liste der türkischen Botschafter in Thailand
Der Botschafter leitet die türkische Botschaft Bangkok, er ist regelmäßig auch bei der Regierung in Vientiane (Laos) und als Ständiger Vertreter bei der Wirtschafts- und Sozialkommission für Asien und den Pazifik akkreditiert. 
| Ernennung Akkreditierung | Botschafter        | Bemerkung | Liste der Ministerpräsidenten der Türkei | Liste der Ministerpräsidenten von Thailand | Posten verlassen |
| ------------------------ | ------------------ | --- | ---------------------------------------- | ------------------------------------------ | ---------------- |
| 1958                     | Necdet Kent        | | Adnan Menderes                           | Thanom Kittikachorn                        | 1960             |
| 1962                     | Hasan İstinyeli    | (* 1914 in Istanbul) 1952–1954: Botschafter in Brüssel, 1967–1970: Botschafter in Wien | İsmet İnönü                              | Sarit Dhanarajata                          | 1967             |
| 11. März 1967            | Hikmet Hayri Anlı  | († Dec. 1963 in Seoul) 30. Mär. 1954-28. Sep. 1957: Geschäftsträger in Taipeh, 29. Okt. 1957 – 1. Apr. 1960: Generalkonsul in New York, Jul. 1960-Dec. 1963: Botschafter in Seoul, Botschafter in Hanoi und in erster Botschafter in Singapur | Suad Hayri Ürgüplü                       | Thanom Kittikachorn                        | 1970             |
| 1970                     | Turgut İlkan       | 1971: Botschafter in Malaysia, Resident in Bangkok, 5. Mai 1976: Botschafter in Berlin. | Suad Hayri Ürgüplü                       | Thanom Kittikachorn                        | 1976             |
| 1976                     | Erol Cílasun       | | Süleyman Demirel                         | Seni Pramoj                                | 1981             |
| 1981                     | Reha Aytaman       | auch in Singapur akkreditiert. | Bülent Ulusu                             | Prem Tinsulanonda                          | 1987             |
| 1987                     | Erdinç Karasapan   | | Turgut Özal                              | Prem Tinsulanonda                          | 1992             |
| 1992                     | İrfan Saruhan      | | Süleyman Demirel                         | Suchinda Kraprayoon                        | 1996             |
| 1996                     | Yalçın Tuğ         | | Necmettin Erbakan                        | Chavalit Yongchaiyudh                      | 1999             |
| 1999                     | Önder Alaybeyi     | | Bülent Ecevit                            | Chuan Leekpai                              | 2002             |
| 2002                     | Mümin Alanat       | (* 1942) 1962 er besuchte das Galatasaray-Gymnasium 1966 schloss er ein Studium der Rechtswissenschaft an der Universität Ankara ab. 2004–2008: Botschafter in Chișinău (Moldawien).                                                          | Abdullah Gül                             | Thaksin Shinawatra                         | 2007             |
| 2007                     | Çınar Aldemir      | | Recep Tayyip Erdoğan                     | Surayud Chulanont                          | 2010             |
| 2010                     | Oğuz Çelikkol      | (* 1950) 2008–2009: Botschafter in Athen, 2009–2010: Botschafter in Tel Aviv. | Recep Tayyip Erdoğan                     | Samak Sundaravej                           | 2013             |
| 15. Jan. 2013            | Osman Bülent Tulun | [ 3 ] | Ahmet Davutoğlu                          | Yingluck Shinawatra                        |                  |